# ساعات آبی

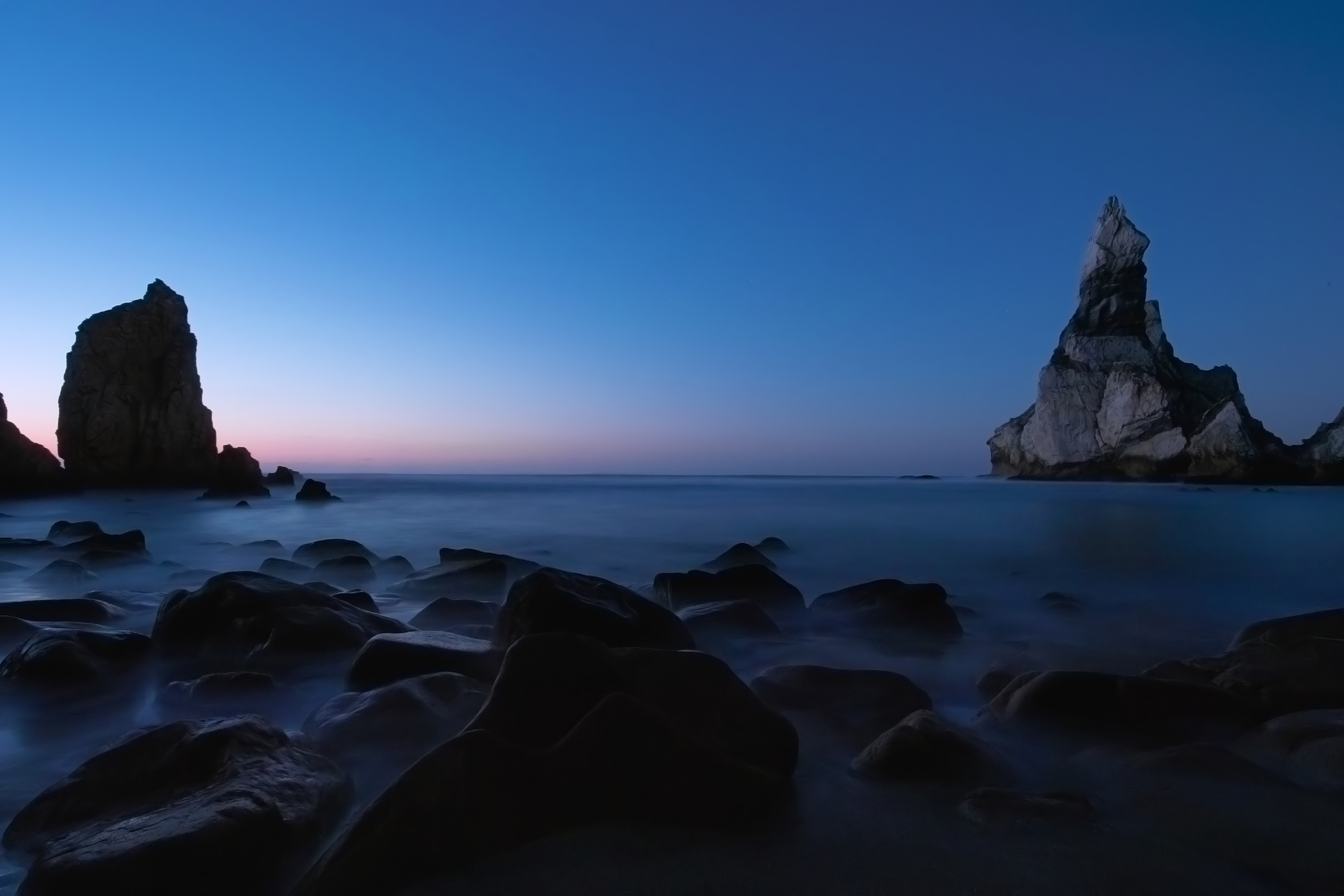
شفق صبحگاهی بر فراز منظره وسیع دریا، پرتغال

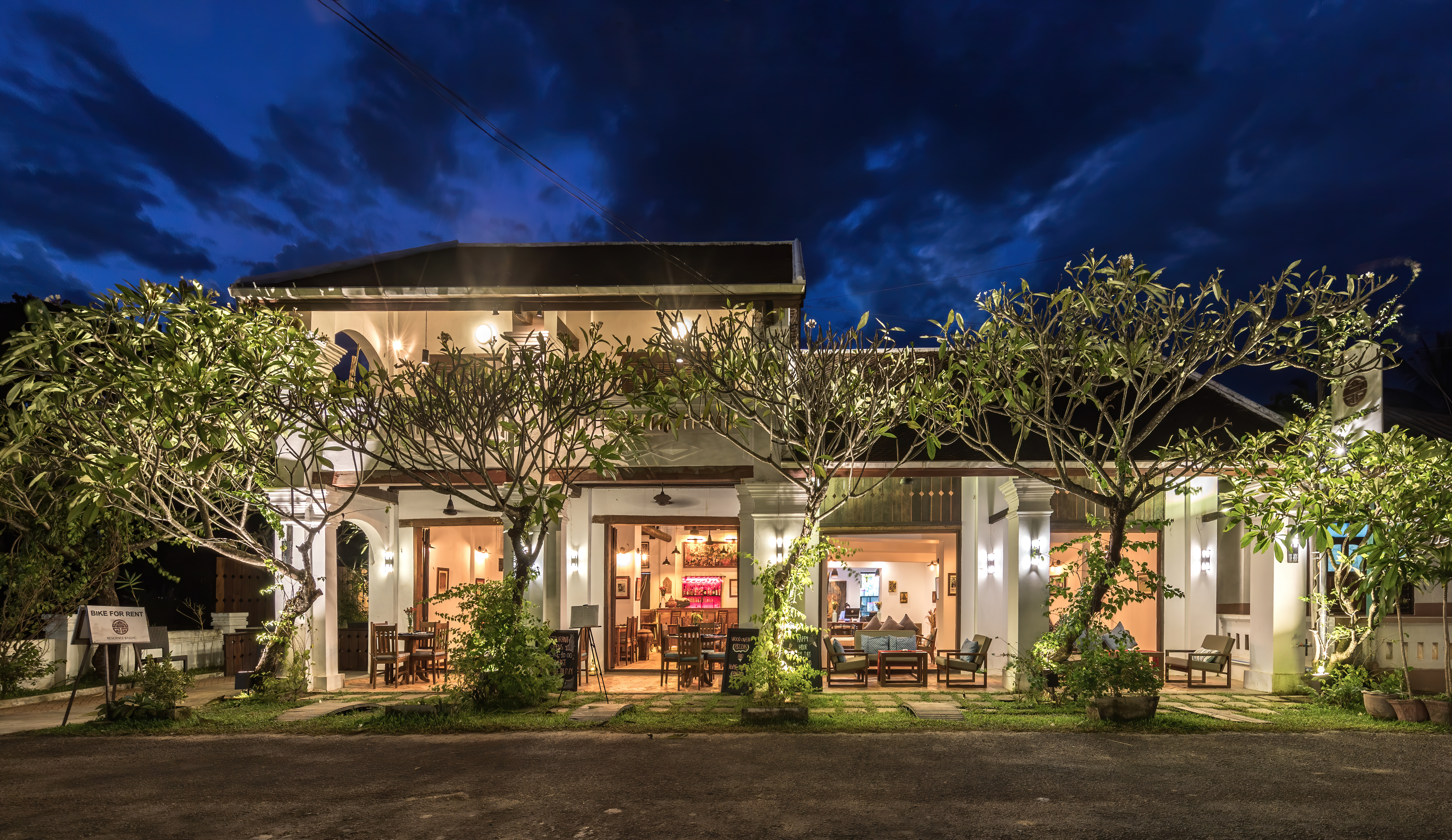
نگاره‌ای از نمای بیرونی یک رستوران در ساعت آبی در شهر چامپاساک، استان چامپاساک، لائوس.

شفق صبحگاهی دوره‌ای از شفق است که در سحرگاه یا گرگ و میش غروب در زمانیکه خورشید در حالتی به‌شدت عمیق پایین‌تر از افق قرار دارد و نور غیرمستقیم خورشید حالتی آبی به خود میگرد.
زمانیکه آسمان صاف و پاک است، شفق صبحگاهی می‌تواند منظره رنگین باشد مخصوصاً زمانیکه نور غیرمستقیم ته‌رنگ سرخ، زرد، نارنجی و آبی دارد. این حالت بسته به عرض جغرافیای حدود ۲۰ دقیقه طول می‌کشد. بسیاری از هنرمندها و عکاس‌های این دوره به خاطر نور نرم آن ارج می‌نهند.
اگر چه ساعت آبی تعریف رسمی ندارد ولی طیف رنگ آبی زمانی که خورشید بین ۴ درجه و ۸ درجه پایین‌تر از افق قرار دارد بیشتر شناخته شده‌است.

## علت

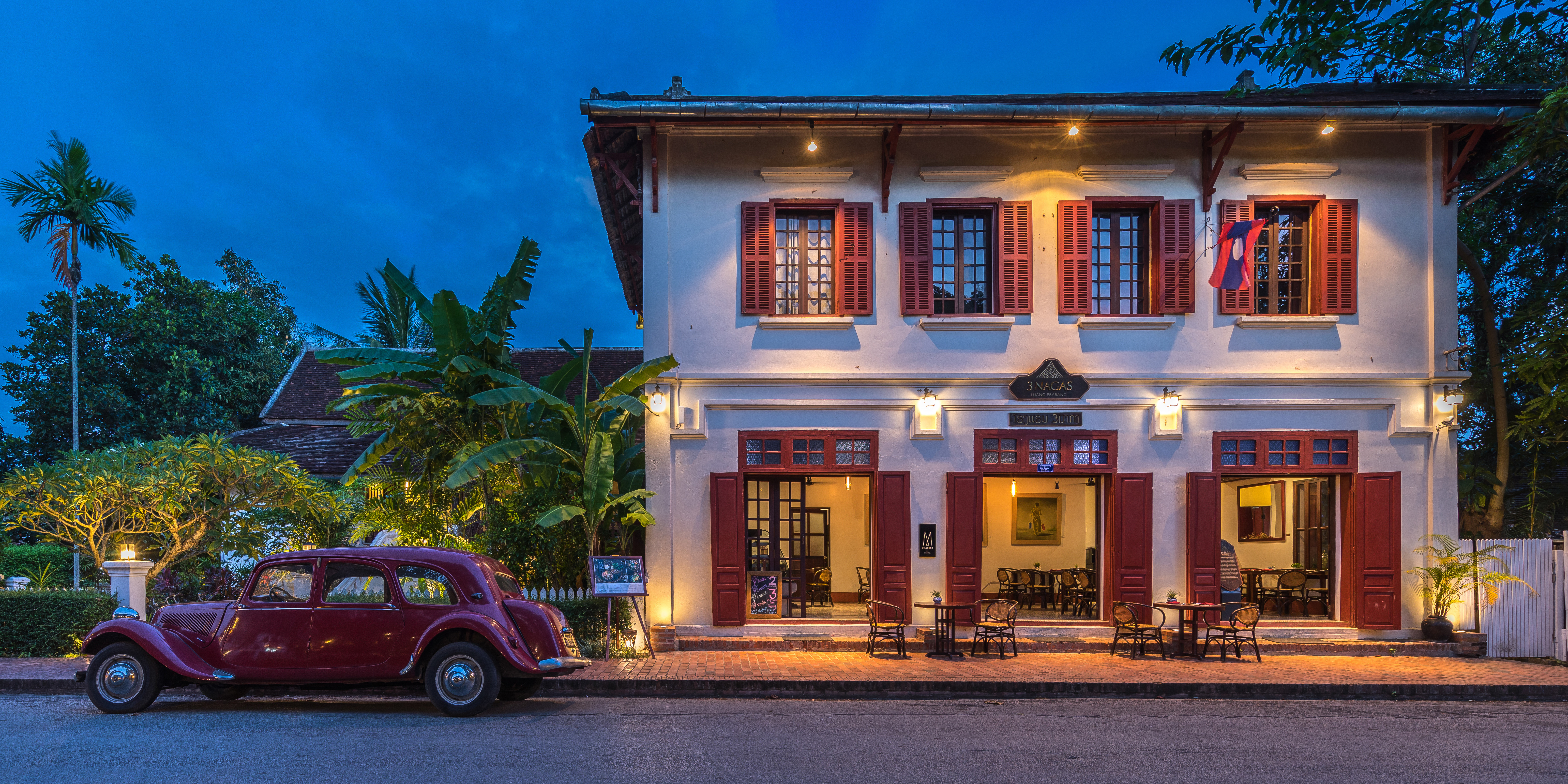
شفق صبحگاهی از نمای بیرونی یک هتل بوتیک در شهر لوآنگ پرابانگ، لائوس.

توضیحات نادرست که معمولاً ارائه می‌شود ادعا می‌کند که زمین پس از غروب خورشید و جو قبل از طلوع آفتاب فقط طول موج‌های آبی کوتاه‌تر خورشید را دریافت و پخش می‌کند و طول موج‌های بلندتر و مایل به قرمز را پراکنده می‌کند تا توضیح دهد که چرا رنگ این ساعت بسیار آبی است. در حقیقت، ساعت آبی زمانی رخ می‌دهد که خورشید به اندازه کافی زیر افق باشد تا طول موج‌های آبی نور خورشید به دلیل جذب Chappuis ناشی از ازون، غالب شود. حتی برخی از وب سایت‌هایی که به اطلاعات مربوط به ازن اختصاص داده شده‌اند هنوز ادعای نادرستی مبنی بر عدم ازن در ایجاد رنگ آبی آسمان را منتشر می‌کنند، اگرچه این تأثیر در بقیه روز، بین گرگ و میش صبح و عصر بسیار ضعیف تر است.
وقتی آسمان صاف است، ساعت آبی می‌تواند یک منظره تماشایی رنگارنگ باشد، با نور غیر مستقیم خورشید آسمان را زرد، نارنجی، قرمز و آبی رنگ می‌کند. این اثر ناشی از نفوذ پذیری نسبی طول موج‌های کوتاهتر (اشعه‌های آبی) نور مرئی در مقابل طول موج‌های طولانی‌تر (اشعه‌های قرمزتر) است. [۶] در طول «ساعت» آبی، نور قرمز از فضا عبور می‌کند در حالی که نور آبی در جو پراکنده‌است و بنابراین به سطح زمین می‌رسد. ((ساعت آبی معمولاً درست بعد از غروب آفتاب و درست قبل از طلوع آفتاب حدود ۲۰–۳۰ دقیقه طول می‌کشد))به عنوان مثال، اگر خورشید در ساعت ۶:۳۰ بعد از ظهر غروب کند، ساعت آبی از ۶:۴۰ بعد از ظهر رخ می‌دهد. اگر قرار باشد خورشید ساعت ۷:۳۰ صبح طلوع کند، ساعت آبی از ۷ صبح تا ۷:۲۰ صبح رخ می‌دهد. زمان سال، مکان و کیفیت هوا همه در زمان دقیق ساعت آبی تأثیر دارند.